# Никити
Ники́ти (греч. Νικήτη) — приморский малый город в Греции. Расположен на высоте 41 метр над уровнем моря на берегу залива Касандра в северной части полуострова Ситония, в 77 километрах к юго-востоку от центра Салоник, в 68 километрах к юго-востоку от международного аэропорта «Македония». Административный центр общины (дима) Ситонии в периферийной единице Халкидики в периферии Центральной Македонии. Население 2711 житель по переписи 2011 года. Основными отраслями экономики являются туризм, пчеловодство и производство оливкового масла.

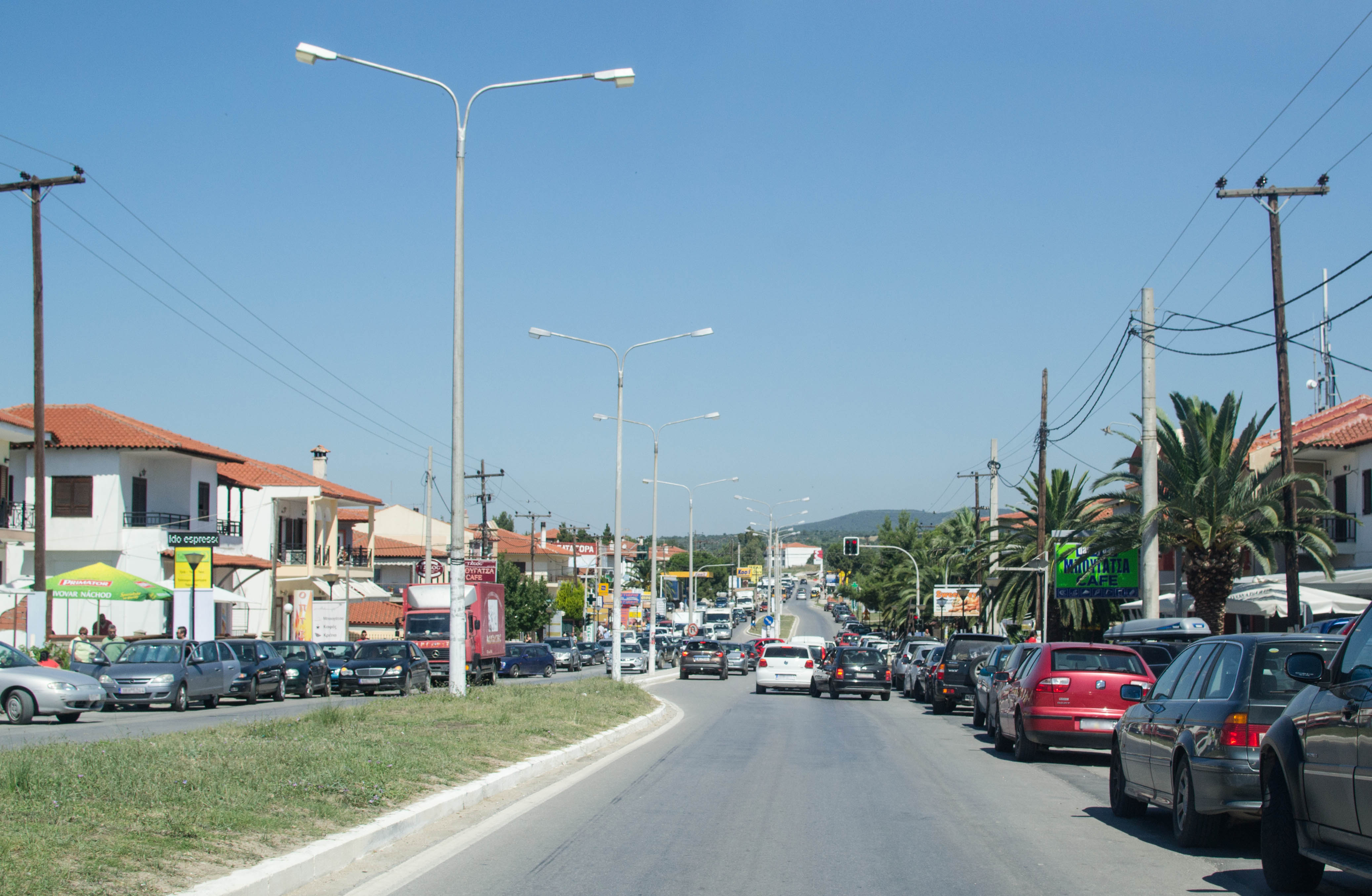
Главная улица Никити

До 1988 года назывался Никитас (Νικήτας).

## История
Никити является одним из старейших городов полуострова Халкидики. Его история началась с создания первого поселения в XIV веке, которое было упомянуто в документах монастыря Ксенофонт.

## Традиционные продукты
Традиционным продуктом является мёд. В 1952 году была создана Ассоциация пчеловодов города Никити. Сегодня она состоит примерно из 135 членов, все из которых являются профессиональными пчеловодами. Среднегодовое производство Ассоциации превышает 900 тонн (10 % от греческого годового производства).

## Климат
Климат в Никити средиземноморский, который граничит с областями полупустынного и континентального климата.
| Показатель                                                          | Янв. | Фев. | Март | Апр. | Май | Июнь | Июль | Авг. | Сен. | Окт. | Нояб. | Дек. | Год |
| ------------------------------------------------------------------- | ---- | ---- | ---- | ---- | --- | ---- | ---- | ---- | ---- | ---- | ----- | ---- | --- |
| Абсолютный максимум, °C                                             | 20   | 22   | 25   | 31   | 36  | 39   | 44   | 39   | 36   | 32   | 27    | 26   | 44  |
| Средняя температура, °C                                             | 9    | 11   | 14   | 19   | 25  | 29   | 32   | 31   | 27   | 21   | 15    | 11   | 20  |
| Абсолютный минимум, °C                                              | −8   | −14  | −7   | −1   | 3   | 7    | 10   | 12   | 2    | −1   | −5    | −8   | −14 |
| Норма осадков, мм                                                   | 37   | 38   | 41   | 38   | 44  | 30   | 24   | 20   | 27   | 41   | 54    | 55   | 449 |
| Температура воды, °C                                                | 14   | 13   | 13   | 14   | 17  | 22   | 24   | 25   | 23   | 20   | 17    | 15   | 18  |
| Источник: Туристический портал, weatherbase.com, weather2travel.com |      |      |      |      |     |      |      |      |      |      |       |      |     |

## Сообщество Никити
В общинное сообщество Никити входит Элья. Население 2789 жителей по переписи 2011 года. Площадь 71,58 квадратных километров.
| Населённый пункт | Население (2011), человек |
| ---------------- | ------------------------- |
| Никити           | 2711                      |
| Элья             | 78                        |

## Население
| Год  | Население, человек |
| ---- | ------------------ |
| 1991 | 1932               |
| 2001 | 2446               |
| 2011 | ↗ 2711             |